# Joseph Benson (Filmproduzent)
Joseph Benson (geboren vor 1982) ist ein US-amerikanischer Filmproduzent.
Benson war 1982 als Produzent des Kurzfilms The Silence zusammen mit Michael Toshiyuki Uno für einen Oscar nominiert.

## Filmografie
- 1982: The Silence (Kurzfilm)